# Henry George Jr.
Henry George Jr. (Sacramento, 3 novembre 1862 – Washington, 14 novembre 1916) è stato un politico statunitense, membro della Camera dei Rappresentanti, eletto dallo Stato di New York.
È figlio dell'economista Henry George, al quale dedicò una biografia (1904).